# 歐盟委員會專員
歐洲聯盟委員會專員（European commissioner）為歐洲聯盟委員會成員，共有27名，分別來自27個成員國。歐盟執委會主席領導整個歐盟執委會。每位執委掌管不同領域事務。其職權類同於主權國家的政府部長。

## 委任
執委由成員國與執委會主席協商後提名，然後由執委會主席選出該屆執委團。然後，提名團隊將接受歐洲議會聽證會，由歐洲議會進行質詢，再對他們的整體合適性進行投票。由於議會不能投票反對個別執委，因此雙方通常會妥協，即移除最差的候選人，保留其他反對意見較小的成員，或者調整其負責領域來處理，以便執委會能夠順利就職。
雖然執委會成員是由成員國提名，但他們並不代表國家。相反地，他們應為歐洲利益行事。通常，成員國會提名來自與現任政府同一政黨的人士。但也有例外，例如愛爾蘭共和黨籍總理查爾斯·豪伊提名了愛爾蘭統一黨的理查·柏克。過去，當較大的成員國擁有兩席時，往往會分別給該國兩大黨，例如英國。
目前27名成員中有12名是女性。彼得·曼德爾森（2004年至2008年10月） 是第一位公開同性戀身分的執委。第一位女性執委是1989年德洛爾執委會的克莉絲汀·史克里維納及瓦索·帕潘德里歐。
歐洲議會議長耶日·布澤克於2010年提議，執委由成員國直接選舉產生，將其候選人置於歐洲議會選舉投票名單的首位。這將讓他們個人以及整個機構能取得民主的授權。

## 誓詞
每位執委均須在歐盟法院前宣誓。2009年12月，《基本權利憲章》已獲得法律效力，司法執委維維亞娜·蕾汀提議執委們也應宣誓維護該憲章。巴羅佐第二屆執委會於2010年5月3日前往法院，除了通常的宣誓外，也首次加入基本權利憲章宣誓。 巴羅佐執委會的宣誓詞如下：
|  | 經歐洲議會投票同意，由歐盟理事會任命為歐盟執委會成員，我鄭重承諾：在履行我的所有職責時尊重歐盟條約和基本權利憲章；為了歐盟的整體利益，完全獨立地履行我的職責；在執行任務時，不尋求或接受任何政府或任何其他機構、團體、辦公室或實體的指示；避免採取任何與我的職責或執行任務不相符的行為。 我了解每個成員國承諾尊重這項原則，並且不尋求影響執委會成員執行任務。我進一步承諾，在我的任期內和任期結束後，尊重由此產生的義務，特別是在我不再擔任職務後以誠信和謹慎的方式接受某些任命或福利的義務。 |

## 歷代變更
直至2004年止，歐盟人口最高五大成員國（英、法、德、意、西）可各提名兩位歐盟委員會專員。隨著2004年歐盟擴張，五大成員國只可提名一人。 2003年生效的尼斯条约亦指明歐盟委員會專員上升至頂點27位後，專員數目必須少於歐盟成員國數目。專員的精確數目應由歐洲理事會一致表決通過，及未來擴張後，歐盟成員國將輪流提名。 2007年羅馬尼亞和保加利亞加盟後，上述條款在2009年生效。 
未能成功的歐洲憲法首先規定委員的人數應等於成員國的三分之二。如果未來這個數字仍然過高，這可透過歐盟高峰會投票修改。歐洲憲法雖然失敗，但仍寫入了《里斯本條約》。之後愛爾蘭擔心失去執委提名權，拒絕批准里斯本條約。再次投票時，愛爾蘭因獲得提名權保證，改為支持里斯本條約。
在2009年，有提議向無權提名歐盟委員會專員的唯一成員國，擁有提名外交和安全政策高級代表的權力，即所謂26+1方程式。 其他曾浮動關於控制專員數目增加的建議包括：向少國新增次專員（junior commissioner）職位，和新增"超級專員"（super commissioner）職位。  2004年，有人提議設立一名「超級執委」擔任歐盟委員會副主席，「能夠介入所有涉及對歐盟經濟表現產生影響的歐盟計畫」。
里斯本條約生效後，歐盟外交和安全政策高級代表將共同外交與安全政策高級代表和歐盟外交專員合併為一。職權擴充後，歐盟外交和安全政策高級代表成為一位當然歐盟委員會副主席，並主持歐盟理事會外長級會議。 

## 問責
每一位歐盟委員會專員必須向歐洲議會問責。 歐洲議會有權動用不信任動議，逼使全屆歐盟委員會請辭。 提出不信任動議，需要提明議員總數起過三分之二通過、然後獲全體歐洲議會的大比數通過，才可成效。 雖然此權力仍沒行使，歐洲議會在1999年，關於歐盟委員會多項貪污指稱，曾威脅雅克·桑特動用不信任動議。 回應貪污指稱，桑特委員會自動全體請辭。

## 薪酬
每一位歐盟委員會專員的基本月薪固定為歐洲公務員最高級官員的112.5%。 2023年6月，每月薪資為25,910.19歐元。 主席的薪酬為138%（每月27,436.90歐元），副主席為125%（每月24,852.26歐元） ，高級代表為130%（每月25,846.35歐元）。除了這些之外，還有家庭津貼、兒童津貼和額外津貼。

## 政策職責
職責的組成和分配由執委會主席決定，並不一定與執委會的部門（總署）相對應。隨著2007年執委數量達到新高，雖然執委會掌管範圍增加，但執委職責仍變得薄弱。

## 歐洲公務員
每一位歐盟委員會專員可能會受到公務員下屬影響。歐洲公務員是永久性職員，但獲政治任命的執委會執委一般任職五年。因此，公務員不僅了解執委會的運作，並具有更長遠的利益考量。若執委能掌握其下政策職責運作，並擁有強勢領導才能，就可控制公務員的力量。知名公務員例子是帕斯卡爾·拉米。然而，最優秀的人才通常會被本國政府留住，可能導致會由較為次級的人選出任。

## 政治化

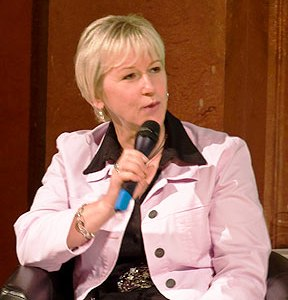
瓦爾斯特倫曾表示歐盟需要逐步政治化和爭議化。

歐盟委員會專員只為歐洲聯盟施政，需要保持歐盟行政機關獨立，不可干涉及協助成員國政治。 不論如何，歐盟委員會已經是政治化組織，那政治中立要求已被漸漸腐蝕。 普羅迪委員會時期，安娜·季亞曼托普魯（歐盟就業、社會事務與平等機會專員）曾休假參與2004年希臘議會選舉其後勝出和請辭專員職位。 普羅迪本人亦身兼委員會主席身份，角遂2001年意大利普選。 
2007年，路易斯·米歇爾（歐盟發展與人道救援專員）有意申請無薪假參選2007年比利時大選。 雖然路易斯·米歇爾本人落選，但歐洲議會發展委員會歐洲議會秘書處法律部門評估路易斯·米歇爾是否違反歐洲聯盟基本條約。 路易斯·米歇爾自稱此政治化的方式，是使歐盟與其公民再次連結。 及後，歐盟委員會修改專員的行為守則，允許專員「可積極參與工會或政黨活動」。每逢參與任何競選活動時，專員「必須同時間退出歐盟委員會內的工作」。
這確實使他們的獨立性受到質疑，像是政治人物離開國家舞台一兩個任期，然後回到國家舞台尋找新工作。 大多數執委是透過國家政黨領袖和他們所屬政黨的提名和支持才能獲得職位，因此通常會尋求重返政黨。
其他歐盟委員會專員甚至遠至支持國內選舉的候選人。 內莉·克魯斯（歐盟競爭專員）在2005年德國聯邦議院選舉中支持默克爾、瑪戈特·瓦爾斯特倫（歐盟機構關係與通訊策略專員）在2007年法國總統選舉中支持羅雅爾。  瓦爾斯特倫對此進行辯護，稱歐盟必須變得更加政治化和更具爭議性，因為這在執委會溝通方面發揮著至關重要的作用。 瓦爾斯特倫因參與辯論和政治而聞名，她是首位開設網誌的執委。的存檔，存档日期15 October 2009.
然而，他們的政治本質也可能導致他們在執委會最後幾年提前離職並擔任新的國家職位。為了確保執委會卸任後的工作，他們可能會影響執委會的業務。 塞浦路斯大選結果公佈後，歐盟衛生專員馬可斯·基普里亞努提早請辭出任塞浦路斯外長。 同樣地，來自意大利的佛朗哥·佛拉第尼亦提早請辭出任意大利外長。 普羅迪執委會期間，佩德羅·索爾韋斯離職出任西班牙財政部長，米歇爾·巴尼耶離職出任法國外交部長，埃爾基·利卡寧離職出任芬蘭央行行長，安娜·迪亞曼托普盧也提前辭職。甚至普羅迪主席在委員會主席任期結束前就開始在義大利競選。
執委會的任命有如有將政治人物從一個國家驅逐出一段時間，如同古雅典的陶片放逐制。

## 參閱
1. ↑  . 3 October 2008  [2024-07-27]. （原始内容存档于2020-11-17） –news.bbc.co.uk.
2. ↑  . EUobserver. 23 March 2010  [2024-07-27]. （原始内容存档于2024-06-25）.
3. ↑  . （原始内容存档于20 February 2012）.
4. ↑  . European Commission.   [2024-07-27]. （原始内容存档于2012-06-18）.
5. ↑  參閱附加 Protocol, Article 4
6. ↑  Smyth, Jamie. . Irish Times. 5 September 2009  [2009-09-15]. （原始内容存档于2013-01-03）.
7. ↑  EU divided by plan for 'second-class' commissioners （页面存档备份，存于） ft.com 07/01/07
8. ↑  'Big three' strike deal on super commissioner, French VAT cuts, 1% ceiling （页面存档备份，存于） euractiv.com 19/02/05
9. ↑  . 19 February 2005  [20 September 2017]. （原始内容存档于21 September 2017）.
10. ↑  . Europa (web portal).   [2007-07-06]. （原始内容存档于2007-08-19）.
11. ↑  Council of the European Union.  (PDF). 2007-06-20  [2007-06-22]. （原始内容存档 (PDF)于2007-06-27）.
12. 1 2 3  .   [19 March 2018]. （原始内容存档于15 November 2018）.
13. ↑  Base salary of grade 16, third step is €23,031.28: .   [26 November 2023]. （原始内容存档于26 November 2023）.
14. ↑  Prodi to Have Wide, New Powers as Head of the European Commission 的存檔，存档日期27 January 2008. iht.com 16 April 1999
15. ↑  Former EU Mandarin Spills the Beans on Commission Intrigue 的存檔，存档日期23 December 2007. Deutsche Welle
16. 1 2  EU commissioner backs Royal in French election （页面存档备份，存于） euobserver.com
17. ↑  Commissioner Louis Michel to stand in the Belgian parliamentary elections （页面存档备份，存于） europa.eu
18. ↑  .   [2011-12-13]. （原始内容存档于2021-09-23）.
19. ↑  Hix, Simon (1999) "The political system of the European Union" MacMillan, Basingstoke, p5
20. ↑  Hix Simon (1999) "The political system of the European Union". p5
21. ↑  Brussels struggles with communication policy 的存檔，存档日期23 October 2007. euobserver.com 9 May 2007
22. 1 2  Mahony, Honor. . EU Observer. 4 March 2008  [5 March 2008]. （原始内容存档于10 March 2008）.
23. ↑  Latham, Mark. . European Voice. 10 April 2008  [15 April 2008]. （原始内容存档于11 May 2013）.
24. ↑  Igra, Daniel. . European Voice. 15 April 2008  [15 April 2008]. （原始内容存档于16 January 2009）.
25. ↑  Cartledge, Paul. . History & Policy. United Kingdom: History & Policy. July 2006  [9 December 2010]. （原始内容存档于16 April 2010）.

## 外部連結
- 歐盟委員會官方綱站（页面存档备份，存于） ec.europa.eu
- 歐盟委員會專員的行為守則 （页面存档备份，存于）